# Киници
Киниците (на гръцки: Κυνικοί; на латински: Cynici, от Κῠνόσαργες (Киносарг), хълм в Атина, и, по-нататък, от куче κῠνός) са антични философи, прочули се със своите критики към обществените норми и ценности. Тяхното название по-късно става нарицателно (на български: „циник“). За основател на школата се смята Антистен (4 век пр.н.е.). Най-известен неин представител е Диоген от Синоп, с чието име се свързват множество анекдоти. Мениповата сатира е литературен жанр, добил названието си от името на киника Менип.
Представянето на киническата школа е дадено в кн.6 от Животът на философите, където са упоменавани: Антистен, Диоген от Синоп, Кратет, Метрокъл, Хипархия, Менип от Гадара, Менедем. Хегел критикува остро киническите нагласи и постъпки, като за тях изтъква, че „абстрактната свобода се лишава от нравствеността“ .
Киниците оформят течение в мисловността на древна Гърция, но те не формират реално школа. Родоначалник на кинизма е Антистен, който преподава в Киносарга като последовател на Сократ. Скоро след процеса над Сократ обаче възгледите му осезаемо се променят, като задават насоката на последващата киническа нагласа: неодобрение към съвременността и възприетите начини на поведение. Ревностен последовател става Диоген, който дава примери чрез своите постъпки и конкретни изказвания, но не оформя някакво учение. Диоген добива завидна популярност, за която свидетелстват изключително многобройни анекдоти, разказвани за него. Той има по-млади последователи, но техните постъпки и идеи вече изглеждат лишени от оригиналност, така че кническата „мода“ в следващото поколение реално изчезва. През следващите векове множество автори се сочат за повлияни от кинизма, без те исторически да са свързани, а единствено споделят тази нагласа.
Антистен предлага някои основания за своите възгледи, но докато се радват на публичния интерес, киниците не се нуждаят от реални аргументи. Техните предпочитания просто се предлагат като „правилни“ или „естесвени“. След Диоген, кинизмът все повече изпъква като чисто негативна критика, която не се опира на аргументи. В по-късните културни движения със сходен характер наличието на усещане за отчетливо собствено „аз“ и свободна воля е достатъчно основание, но при древните гърци това липсва. Кинизмът остава най-вече като нагласа или стил, които в по-консервативното мислене не намират одобрение.